# Império Taírida
Império Taírida (em persa: طاهریان; romaniz.: Tâheriyân) foi um Estado persa de facto nascido nas posses orientais do Califado Abássida (750–1258) no Coração em 821 e que existiu até 878, quando foi conquistado pelo Império Safárida. Sua dinastia, os degãs taíridas, mantiveram-se leais aos califas de Baguedade, motivo pelo qual seu Estado era nominalmente vassalo califal,  com alguns de seus membros servindo como comandantes militares e da segurança em Baguedade de 820 a 891. Por vezes os taíridas são entendidos como a primeira dinastia iraniana independente após a queda do Império Sassânida (r. 224–651), mas eles nunca foram formalmente independentes da autoridade califal. Em vez disso, gozaram de considerável autonomia em troca das receitas do Coração. Sua capital originalmente era Merve, mas depois foi transferida para Nixapur.
A dinastia surgiu com Tair ibne Huceine, um general a serviço de Almamune (r. 813–833) durante a Quarta Fitna que contrapôs Almamune e seu meio-irmão Alamim (r. 809–813). Seus ancestrais, por prestaram serviços aos abássidas, foram governadores menores no Coração. Em 821, Tair foi nomeado governador do Coração, mas morreu logo. Almamune nomeou seu filho Talha (r. 822–828). Seu outro filho Abedalá foi instalado como uáli do Egito e Arábia, mas quando Talha faleceu em 828, o sucedeu no Coração. Abedalá morreu em 845 e foi sucedido por seu filho Tair (II) (r. 845–862). Não se sabe muito sobre seu governo, mas o Sistão foi perdido para rebeldes. O governo taírida começou a deteriorar-se seriamente depois que o filho de Tair, Maomé ibne Tair (r. 862–873), tornou-se governador, devido ao seu descuido com os assuntos do Estado e falta de experiência com política. Políticas opressivas no Tabaristão, por exemplo, resultaram na revolta da província e na declaração de lealdade ao governante zaidita independente Haçane ibne Zaíde em 864. No Coração propriamente, o domínio de Maomé continuou a ficar cada vez mais fraco, e em 873 foi finalmente derrubado pelo Império Safárida, que anexou o país.

## Governadores de Baguedade
Além de seu domínio sobre o Coração, os taíridas também serviram como governadores militares (axabe da xurta) de Baguedade, começando com a nomeação de Tair para esse cargo em 820. Depois que partiu para o Coração, o governo de Baguedade foi dado a um membro de um ramo colateral da família, Ixaque ibne Ibraim, que controlou a cidade por mais de vinte e cinco anos. Durante seu mandato como governador, foi responsável pela implementação da Mihna (inquisição) na capital. Seu governo também testemunhou a partida dos califas de Baguedade, quando transformaram a cidade recém-construída de Samarra em sua nova capital. Quando Ixaque morreu em 849, foi sucedido por dois de seus filhos, e depois em 851 pelo neto de Tair, Maomé ibne Abedalá.
Abedalá desempenhou um papel importante nos eventos da "Anarquia em Samarra" na década de 860, dando refúgio ao califa Almostaim e comandando a defesa de Baguedade quando foi cercada pelas forças do califa rival Almutaz em 865. No ano seguinte, forçou Almostaim a abdicar e reconheceu Almutaz como califa, e em troca foi permitido manter seu controle sobre Baguedade. Motins violentos atormentaram Baguedade durante os últimos anos da vida de Abedalá, e as condições na cidade permaneceram tumultuadas depois que morreu e foi sucedidas por seus irmãos, primeiro Ubaide Alá e depois Solimão. Posteriormente, a ordem foi restaurada em Baguedade e os taíridas continuaram a servir como governadores da cidade por mais duas décadas. Em 891, no entanto, Badre Almutadidi foi encarregado da segurança de Baguedade no lugar dos taíridas, e a família logo perdeu seu destaque no califado depois disso.

## Língua e cultura
Os taíridas eram altamente arabizados em cultura e perspectivas e desejavam ser aceitos no mundo do califado, onde o cultivo das coisas árabes dava prestígio social e cultural. Devido a isso, não faziam parte do renascimento da nova língua e cultura persas. A língua persa foi pelo menos tolerada na comitiva taírida, enquanto os safáridas tiveram papel de liderança no renascimento da literatura persa.